# Cooper T81
Chronologie des modèles (1966 - 1967)
Cooper T77 Cooper T86
La Cooper T81 est une monoplace de Formule 1 engagée en Championnat du monde de Formule 1 1966 et pilotée tout d'abord par Richie Ginther et Jochen Rindt pour le compte de l'écurie officielle Cooper Car Company. La voiture fut également utilisée par l'usine en 1967. En plus des voitures officielles, quatre modèles de ce type ont été acquis par des pilotes indépendants et des écuries privées et utilisées en course jusqu'au début de l'année 1968.

## Historique
Équipées d'un moteur V12 Maserati  de trois litres de cylindrée, les Cooper T81 effectuent leur première sortie au Grand Prix de Syracuse 1966, en l'absence de l'usine, le pilote indépendant Guy Ligier terminant très attardé à cause de problèmes d'allumage (il ne sera pas classé) alors que la T81 du Rob Walker Racing Team, pilotée par Joseph Siffert, n'a pas franchi le cap de la mi-course, transmission cassée. Deux semaines plus tard, les monoplaces officielles de Ginther et Rindt participent à l'International Trophy, sur le circuit de Silverstone ; ralenti en fin de course, Rindt s'y classe cinquième alors qu'une surchauffe a rapidement éliminé Ginther. Sur la T81 de l'écurie Anglo-Suisse Racing, Joakim Bonnier décroche la troisième place, loin toutefois de la monoplace victorieuse, nettement moins puissante, du pilote-constructeur Jack Brabham. Première course du championnat du monde, le Grand Prix de Monaco est un fiasco total pour l'équipe Cooper, aucune des cinq T81 engagées (dont deux par l'usine) ne terminant classée, Siffert ayant même dû renoncer à utiliser la sienne, le moteur cassé à Silverstone n'étant pas réparé à temps pour la course. La suite de la saison fut nettement meilleure, avec tout d'abord la superbe prestation de Rindt sous la pluie lors du Grand Prix de Belgique, l'Autrichien terminant deuxième derrière la Ferrari de John Surtees après avoir longtemps mené l'épreuve. À la surprise générale, le champion britannique, limogé par Ferrari, va ensuite rejoindre l'équipe Cooper en remplacement de Ginther, parti chez Honda. L'émulation entre Surtees et Rindt sera extrêmement positive et les deux pilotes termineront respectivement deuxième et troisième du championnat, l'ancien motard clôturant superbement la saison au Mexique en donnant à la T81 sa première victoire. Au classement de la coupe des constructeurs, Cooper-Maserati figure à la troisième place derrière Brabham-Repco et Ferrari.

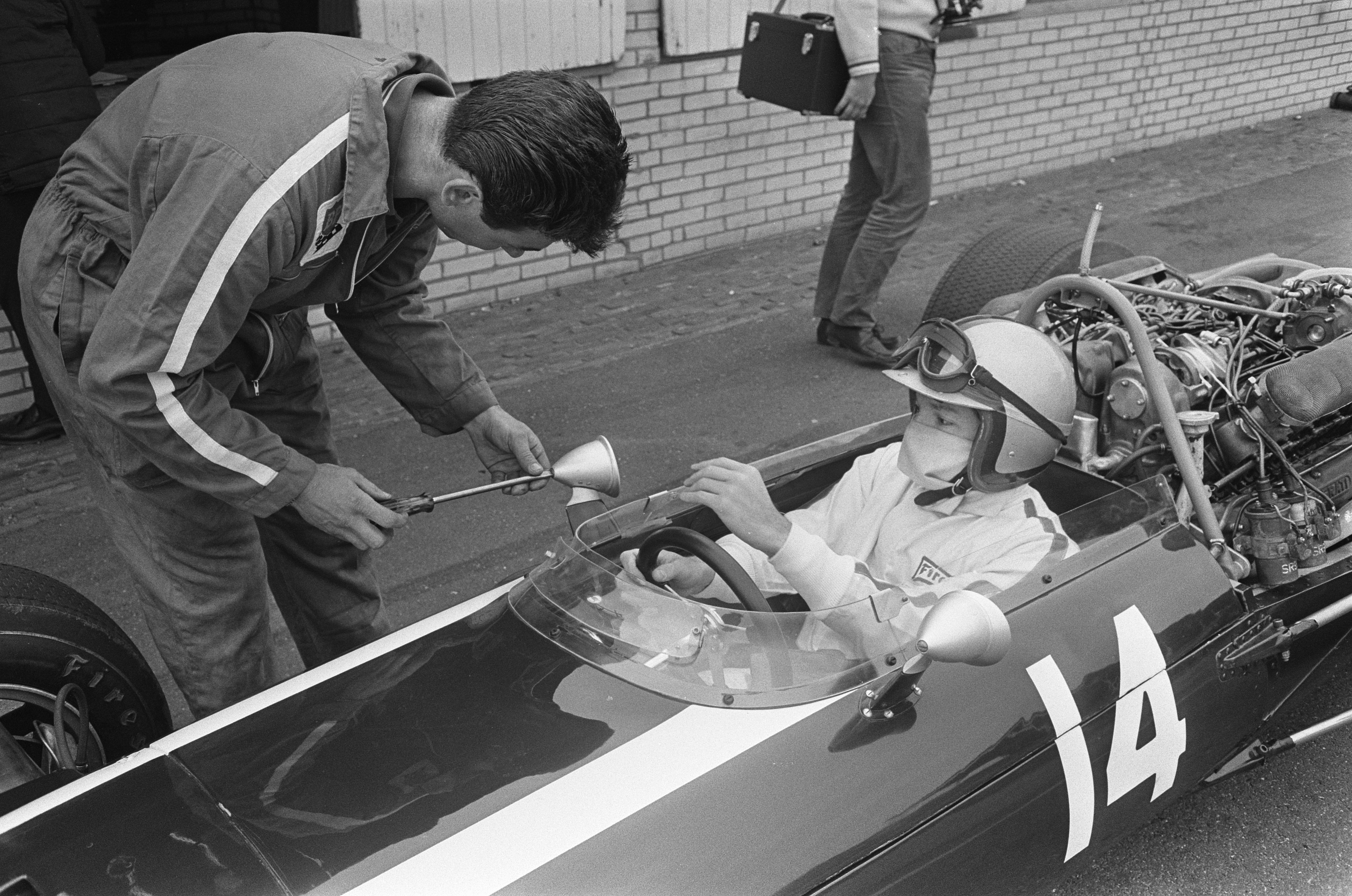
Pedro Rodríguez au volant de la Cooper T81 lors des essais du Grand Prix des Pays-Bas 1967, à Zandvoort.

Malgré une nouvelle troisième place à la coupe des constructeurs, l'année 1967 va s'avérer nettement moins favorable à Cooper. Parti rejoindre Honda, Surtees a été remplacé par Pedro Rodríguez. Après la victoire surprise du jeune Mexicain lors de la manche d'ouverture, en Afrique du Sud, la T81 et son évolution T81B vont s'avérer trop lourdes et insuffisamment fiables pour concurrencer efficacement les Brabham-Repco et les Lotus 49, ces dernières bénéficiant du tout nouveau moteur V8 Cosworth, léger et puissant. Après le succès sud-africain, les Cooper n'obtiendront au mieux que quelques quatrièmes places, grâce à Rindt et également à Siffert sur la voiture de Rob Walker. À la fin de la saison 1967, la T81 est remplacée par la T86, d'abord dotée d'un moteur V12 Maserati puis d'un V12 BRM l'année suivante.